# Frederick Soddy
Frederick Soddy (Eastbourne, 2 de setembro de 1877 — Brighton, 22 de setembro de 1956) foi um químico inglês.

## Carreira científica
Em 1900, ele se tornou um demonstrador de química na Universidade McGill em Montreal, Quebec, onde trabalhou com Ernest Rutherford em radioatividade. Ele e Rutherford perceberam que o comportamento anômalo dos elementos radioativos era porque eles decaíam em outros elementos. Esse decaimento também produziu radiação alfa, beta e gama. Quando a radioatividade foi descoberta pela primeira vez, ninguém tinha certeza de qual era a causa. Foi necessário um trabalho cuidadoso de Soddy e Rutherford para provar que a transmutação atômica estava de fato ocorrendo.
Em 1903, com Sir William Ramsay na University College London, Soddy mostrou que o decaimento do rádio produzia gás hélio. No experimento, uma amostra de rádio foi colocada em um envelope de vidro de paredes finas localizado dentro de um bulbo de vidro evacuado. Depois de deixar o experimento em execução por um longo período de tempo, uma análise espectral do conteúdo do antigo espaço evacuado revelou a presença de hélio.  Mais tarde, em 1907, Rutherford e Thomas Royds mostraram que o hélio foi formado pela primeira vez como núcleos de hélio carregados positivamente (He2+) que eram idênticos às partículas alfa, que podiam passar pela fina parede de vidro, mas estavam contidas no envelope de vidro circundante.
De 1904 a 1914, Soddy foi professor na Universidade de Glasgow. Ruth Pirret trabalhou como sua assistente de pesquisa durante esse período. Em maio de 1910, Soddy foi eleito membro da Royal Society.  Em 1914, ele foi nomeado para uma cadeira na Universidade de Aberdeen, onde trabalhou em pesquisas relacionadas à Primeira Guerra Mundial.
Em 1913, Soddy mostrou que um átomo se move para baixo em número atômico em duas casas na emissão alfa, mais alto em uma casa na emissão beta. Isso foi descoberto mais ou menos na mesma época por Kazimierz Fajans e é conhecido como a lei do deslocamento radioativo de Fajans e Soddy, um passo fundamental para a compreensão das relações entre as famílias de elementos radioativos. Em 1913, Soddy também descreveu o fenômeno em que um elemento radioativo pode ter mais de uma massa atômica, embora as propriedades químicas sejam idênticas. Ele chamou esse conceito de isótopo que significa "mesmo lugar". A palavra foi inicialmente sugerida a ele por Margaret Todd. Mais tarde, J. J. Thomson mostrou que elementos não radioativos também podem ter vários isótopos.
O trabalho que Soddy e sua assistente de pesquisa Ada Hitchins fizeram em Glasgow e Aberdeen mostrou que o urânio decai em rádio.
Soddy publicou A Interpretação do Rádio (1909) e Transmutação Atômica (1953). Em 1918, trabalhando com o cientista escocês John Arnold Cranston, ele anunciou a descoberta de um isótopo do elemento mais tarde chamado de protactínio. Isso é ligeiramente posterior à sua descoberta pelos alemães Lise Meitner e Otto Hahn; no entanto, diz-se que sua descoberta foi realmente feita em 1915, mas seu anúncio foi adiado devido às anotações de Cranston serem trancadas enquanto estavam em serviço ativo na Primeira Guerra Mundial.
Em 1919, mudou-se para a Universidade de Oxford como o primeiro professor de química do Dr. Lee, onde, no período até 1936, reorganizou os laboratórios e o programa de química. Ele recebeu o Prêmio Nobel de Química de 1921 por sua pesquisa em decaimento radioativo e, particularmente, por sua formulação da teoria dos isótopos.

## Economia
Em quatro livros escritos de 1921 a 1934, Soddy realizou uma "campanha para uma reestruturação radical das relações monetárias globais",  oferecendo uma perspectiva da economia enraizada na física - as leis da termodinâmica, em particular - e foi "totalmente rejeitado como uma manivela". Enquanto a maioria de suas propostas - "abandonar o padrão ouro, deixar as taxas de câmbio internacionais flutuarem, usar superávits e déficits federais como ferramentas de política macroeconômica que poderiam contrariar tendências cíclicas e estabelecer escritórios de estatísticas econômicas (incluindo um índice de preços ao consumidor) para facilitar esse esforço "- agora são práticas convencionais, sua crítica ao sistema bancário de reservas fracionárias ainda" permanece fora dos limites da sabedoria convencional", embora um artigo recente do FMI tenha revigorado suas propostas. Soddy escreveu. que as dívidas financeiras cresceram exponencialmente com juros compostos, mas a economia real se baseava em estoques exauríveis de combustíveis fósseis. A energia obtida a partir dos combustíveis fósseis não poderia ser usada novamente. Essa crítica ao crescimento econômico é ecoada por seus herdeiros intelectuais no campo agora emergente de economia ecológica.
The New Palgrave Dictionary of Economics, um influente texto de referência em economia, reconheceu Soddy como um "reformador" por seus trabalhos sobre reformas monetárias.

## Visões políticas
Em Wealth, Virtual Wealth and Debt, Soddy citou os Protocolos dos Sábios de Sião, que foram amplamente divulgados por Henry Ford nos Estados Unidos, como evidência de que a crença em uma "conspiração financeira para escravizar o mundo" era generalizada na época.  Ele escreveu ainda que "conspiração consciente ou não ... um sistema monetário corrupto atinge a própria vida da nação".  Mais tarde na vida, ele publicou um panfleto Abolir o dinheiro privado, ou afogar-se em dívidas (1939).
 

A influência de sua escrita pode ser avaliada, por exemplo, nesta citação de Ezra Pound:
O professor Frederick Soddy afirma que o sistema monetário padrão-ouro destruiu uma era científica! ... Os banqueiros do mundo ... não se contentaram em tomar sua parte na produção de riqueza moderna - por maior que tenha sido - mas se recusaram a permitir que as massas da humanidade recebessem a sua. 
Embora alguns ativistas tenham acusado Soddy de antissemitismo, a maioria de seus biógrafos contesta essa narrativa e argumenta que entre os amigos e alunos de Soddy havia alguns judeus que tinham opiniões positivas sobre ele.

## Teorema de Descartes
Ele redescobriu o teorema de Descartes em 1936 e o publicou como um poema, "The Kiss Precise", em Problem of Apollonius. Os círculos de beijo neste problema são às vezes conhecidos como círculos de Soddy.

## Honras e prêmios
Ele recebeu o Prêmio Nobel de Química em 1921 e no mesmo ano foi eleito membro do Comitê Internacional de Pesos Atômicos. Uma pequena cratera no lado oculto da Lua, bem como o mineral de urânio radioativo soddyite, são nomeados em sua homenagem. O autor H. G. Wells dedicou seu romance The World Set Free à Interpretação do Rádio de Soddy (1909).

## Publicações
- Radioactivity (1904)
- The Interpretation of Radium (1909)
- Matter and Energy (1911), second edition (2015)
- The Chemistry of the Radio-elements (1915)
- Science and life: Aberdeen addresses (1920)
- Cartesian Economics: The Bearing of Physical Science upon State Stewardship (1921)
- Science and Life Wealth, Virtual Wealth, and Debt Money versus Man etc (1921)
- Nobel Lecture – The origins of the conception of isotopes (1922)
- Wealth, Virtual Wealth and Debt. The solution of the economic paradox (George Allen & Unwin, 1926)
- The wrecking of a scientific age (1927)
- The Interpretation of the Atom (1932)
- Money versus Man (1933)
- The Role of Money (London: George Routledge & Sons Ltd, 1934) at Internet Archive.org, second edition (2015)
- Money as nothing for something ; The gold "standard" snare (1935)
- Abolish Private Money, or Drown in Debt (1939)
- Present outlook, a warning : debasement of the currency, deflation and unemployment (1944)
- The Story of Atomic Energy (1949)
- Atomic Transmutation (1953)